# Γ-Decalacton
γ-Decalacton ist das Lacton der γ-Hydroxydecansäure und kommt in verschiedenen Lebensmitteln als Aromastoff vor. Dabei sind zwei chirale Konfigurationen zu unterscheiden (siehe Cahn-Ingold-Prelog-Konvention):
- (R)-(+)-γ-Decalacton besitzt ein pfirsichartiges, fruchtiges Aroma
- (S)-(−)-γ-Decalacton besitzt ein kokosartiges, fettiges Aroma[8]

## Vorkommen

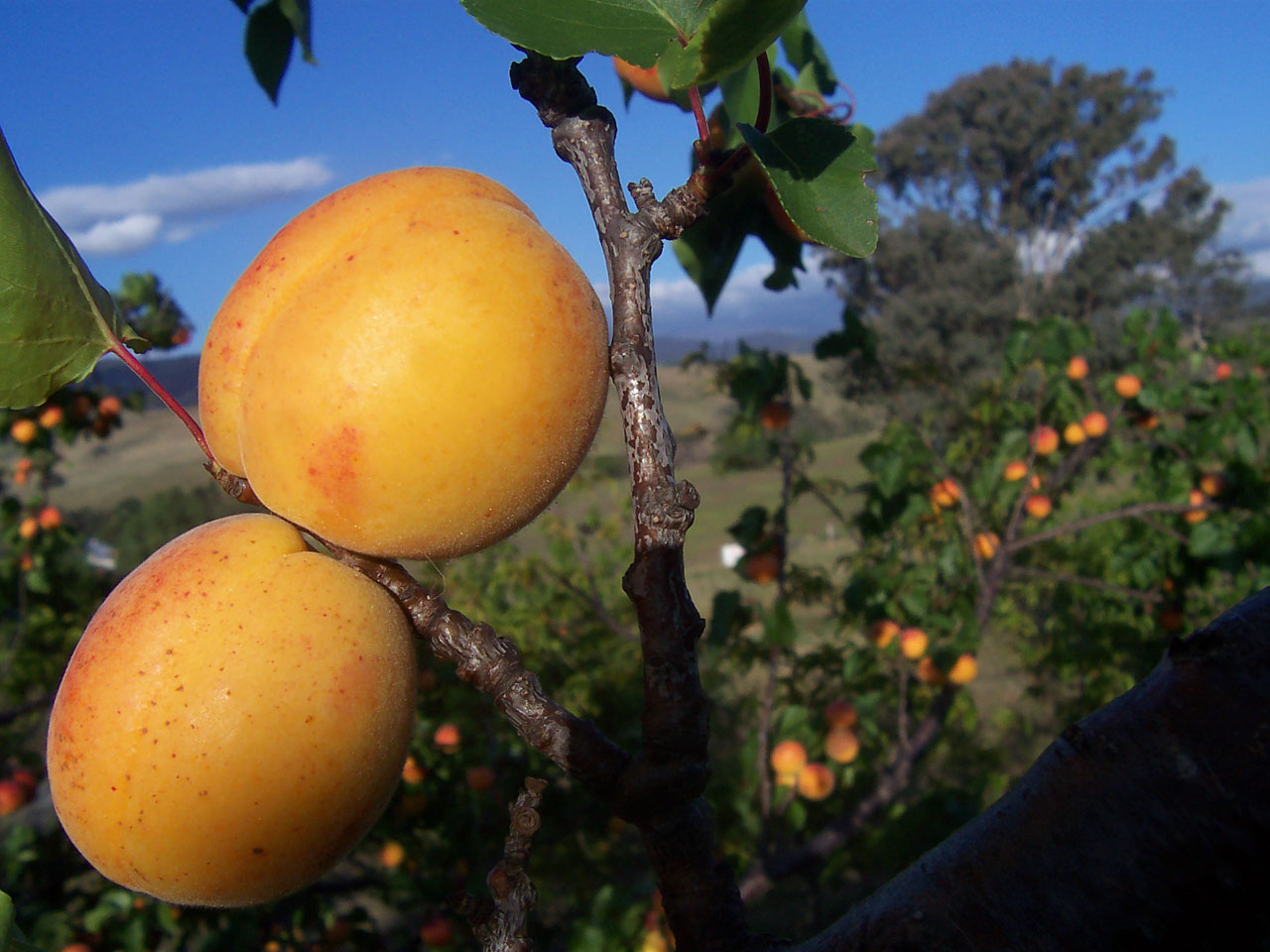
Aprikosen

In der Natur kommt größtenteils (R)-(+)-γ-Decalacton vor, wobei der Enantiomerenüberschuss oft über 80 % liegt. Dieses ist für das Aroma von Aprikosen (Marillen, Prunus armeniaca) ausschlaggebend und ist – zusammen mit anderen Lactonen – auch für das Aroma von Pfirsichen (Prunus persica) prägend. Aber auch in anderem Obst, z. B. in Ananas, Erdbeeren, Maracuja und Mango, ist (R)-(+)-γ-Decalacton als Aromastoff enthalten.
Das Aroma von Camembert enthält γ-Decalacton. Allerdings ist für den Geschmack von Käse das δ-Decalacton wichtiger.

## Herstellung
(R)-γ-Decalacton wird mit Hilfe von Mikroorganismen (Hefen und Pilze wie Candida, Monilinia, Sporobolomyces und andere) fermentativ über die Zwischenstufe Ricinolsäure aus Ricinusöl gewonnen und Lebensmitteln zugesetzt. Seltener wird γ-Decalacton aus Decansäureethylester (oft isoliert aus Kokosnußöl) mittels Mucor circinelloides erzeugt. Synthetisch kann γ-Decalacton aus 3-Bromdecansäure durch Erhitzen mit Natriumcarbonat gewonnen werden.